# RijnWaalpad
Der RijnWaalpad (deutsch Rhein-Waal-Pfad; amtlich F325) ist ein Radschnellweg in der niederländischen Provinz Gelderland. Der 15,8 Kilometer lange Fahrradweg führt von Arnhem am Nederrijn nach Nijmegen an der Waal. Größtenteils verläuft die Strecke parallel zum Provinciale weg 325.

## Verlauf
Die Strecke verfügt über zwei Startpunkte, die beide im Stadtzentrum von Arnhem liegen. Der westlichere Start befindet sich am Willemsplein unweit des Hauptbahnhofes, der Startpunkt im Osten ist am Airborneplein zu finden. Von dort aus führen die beiden Wege einerseits über die Nelson-Mandela-Brücke und andererseits über die John-Frost-Brücke in Richtung Süden. Schließlich führen sie auf dem Kronenburgdijk südlich des GelreDome zusammen, woraufhin der Weg sich zunächst über den Huissensedijk erstreckt und später über einen eigens für die Strecke angelegten Radweg die Gemeinde Arnhem verlässt. Nun verläuft die Strecke östlich des N325 und passiert dabei den Ort Elst in der Gemeinde Overbetuwe.
Anschließend durchquert man den Fahrradtunnel unterhalb der A15 und befährt den VINEX-Bezirk Waalsprong im Gemeindegebiet von Nijmegen.
An der Kreuzung des Vrouwe Udasingel ist eine Abzweigung zugegen, die sich in Richtung Westen ausdehnt, während die andere Etappe weiterhin geradeaus gen Süden verläuft.
Die westlichere Etappe führt über die Fahrradbrücke Het Groentje am Bahnhof Nijmegen Lent vorbei und verläuft von dort aus über den Snelbinder entlang der Eisenbahnbrücke zum Hauptbahnhof von Nijmegen.
Bei der anderen Möglichkeit wird man durch den Ortskern des Stadtviertels Lent geleitet, bis man abschließend, über die Waalbrücke fahrend, auf den Keizer Traianusplein im Stadtzentrum von Nijmegen zusteuert.

## Bau
Der Spatenstich für den Bau des Radschnellweges erfolgte im Jahre 2010. In dieser Bauphase wurden ein Tunnel unter der A15, eine Brücke über den Graaf Alardsingel in Lent sowie zahlreiche, neue Wege angelegt. Die Eröffnung der Strecke fand am 3. Juli 2015 statt. Statt zuvor 17,7 Kilometer beträgt die Länge der Fahrradstraße nunmehr 15,8 Kilometer. Ende 2016 wurde zusätzlich ein Tunnel unterhalb des Kattenleger nahe dem Ort Bemmel in der Gemeinde Lingewaard gebaut. Die Gesamtkosten zur Errichtung des Fahrradweges beliefen sich auf rund 17 Millionen Euro. Verantwortlich für den Bau waren die Provinz Gelderland, die Gemeinden Arnhem, Lingewaard, Nijmegen und Overbetuwe sowie Park Lingezegen, Rijkswaterstaat und der Fietsersbond.
Entlang der N325 wurde teilweise eine Lärmschutzwand installiert. Auf halber Strecke, nahe der Sillestraat, befindet sich ein Rastplatz mit Sitzmöglichkeiten. Der gesamte Weg ist durch Straßenbeleuchtungen in Form des Logos des Radschnellweges erhellt.

## Bilder

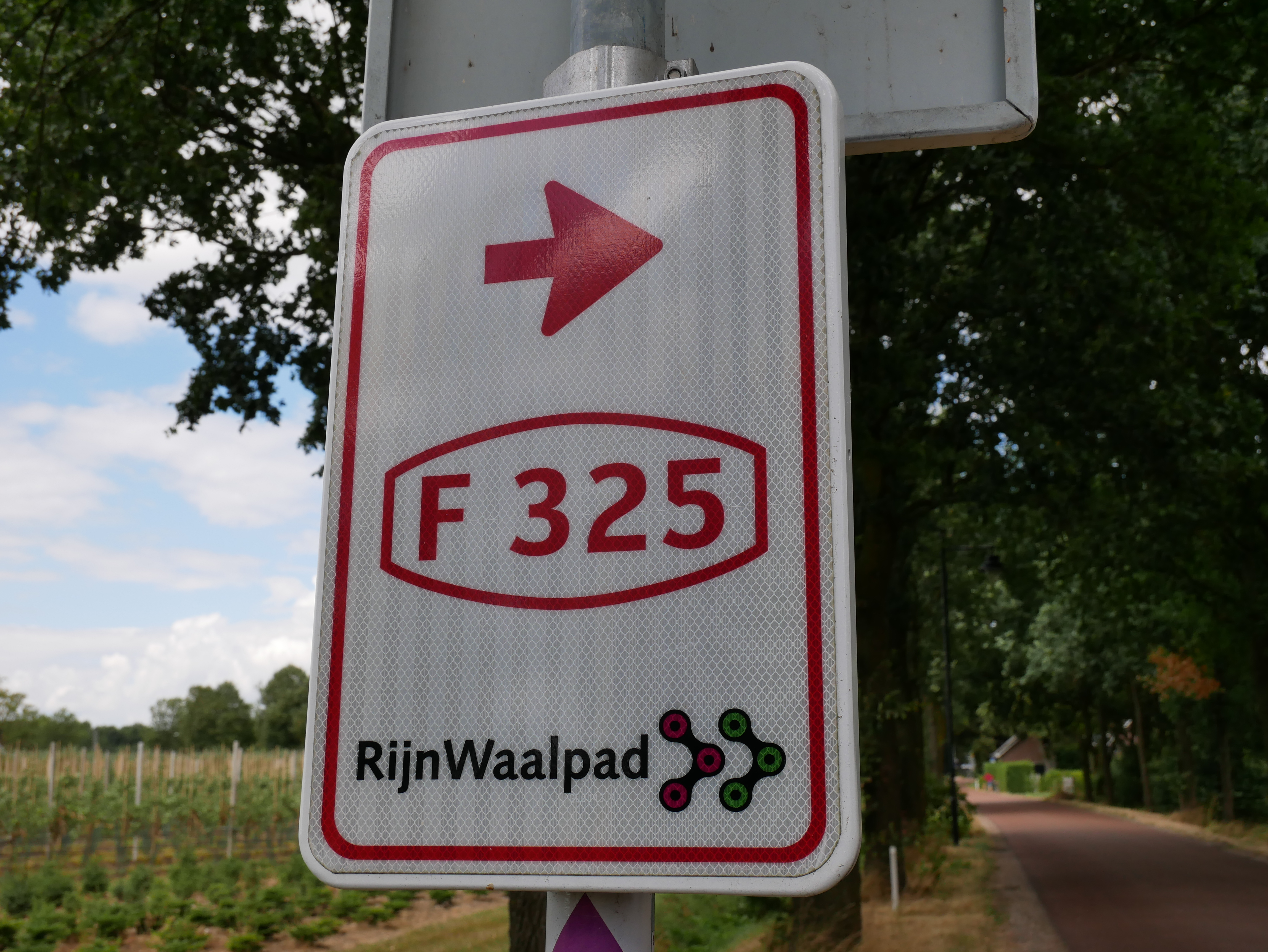
Wegweiser am RijnWaalpad
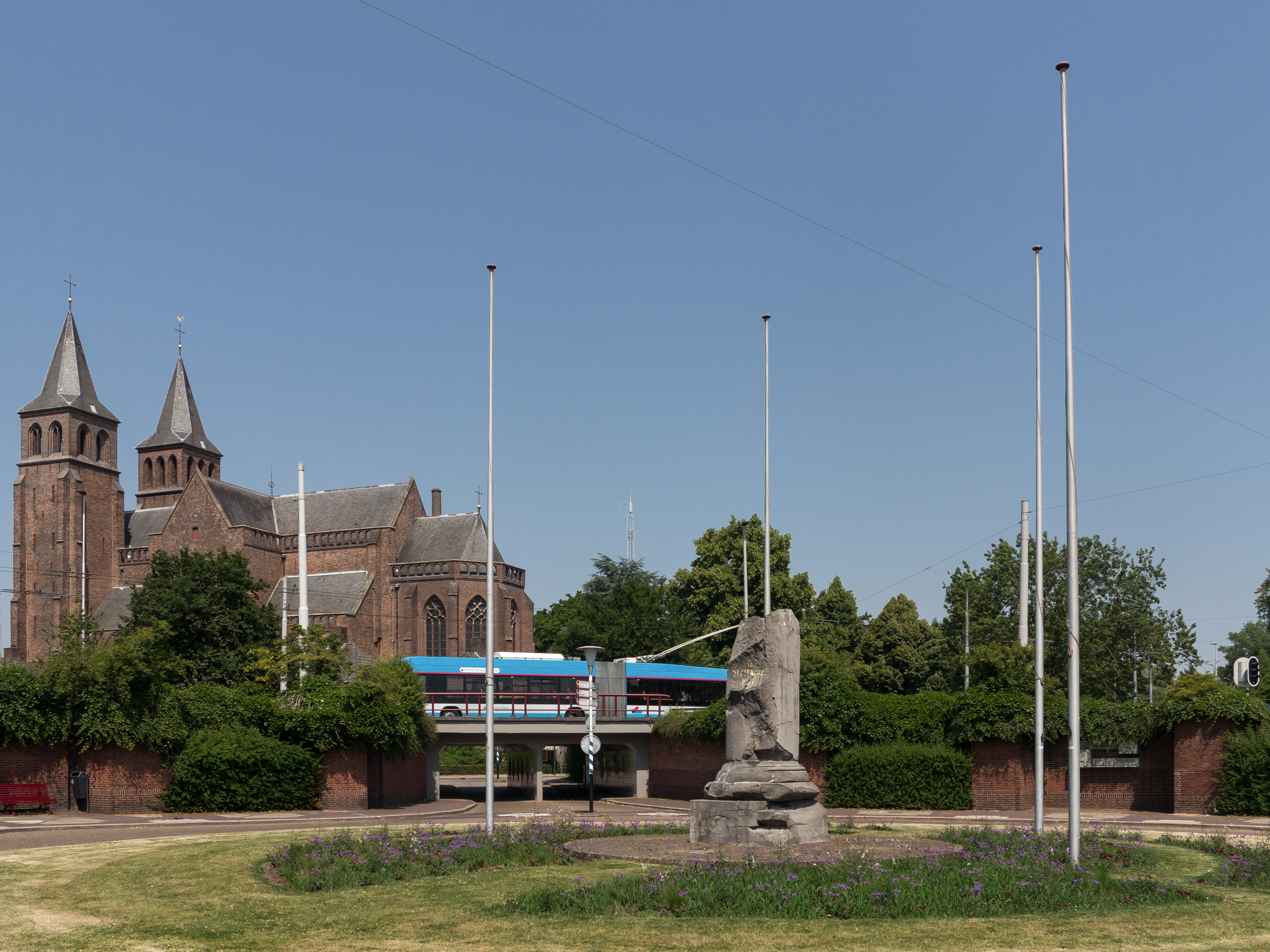
Östlicher Startpunkt am Airborneplein in Arnhem
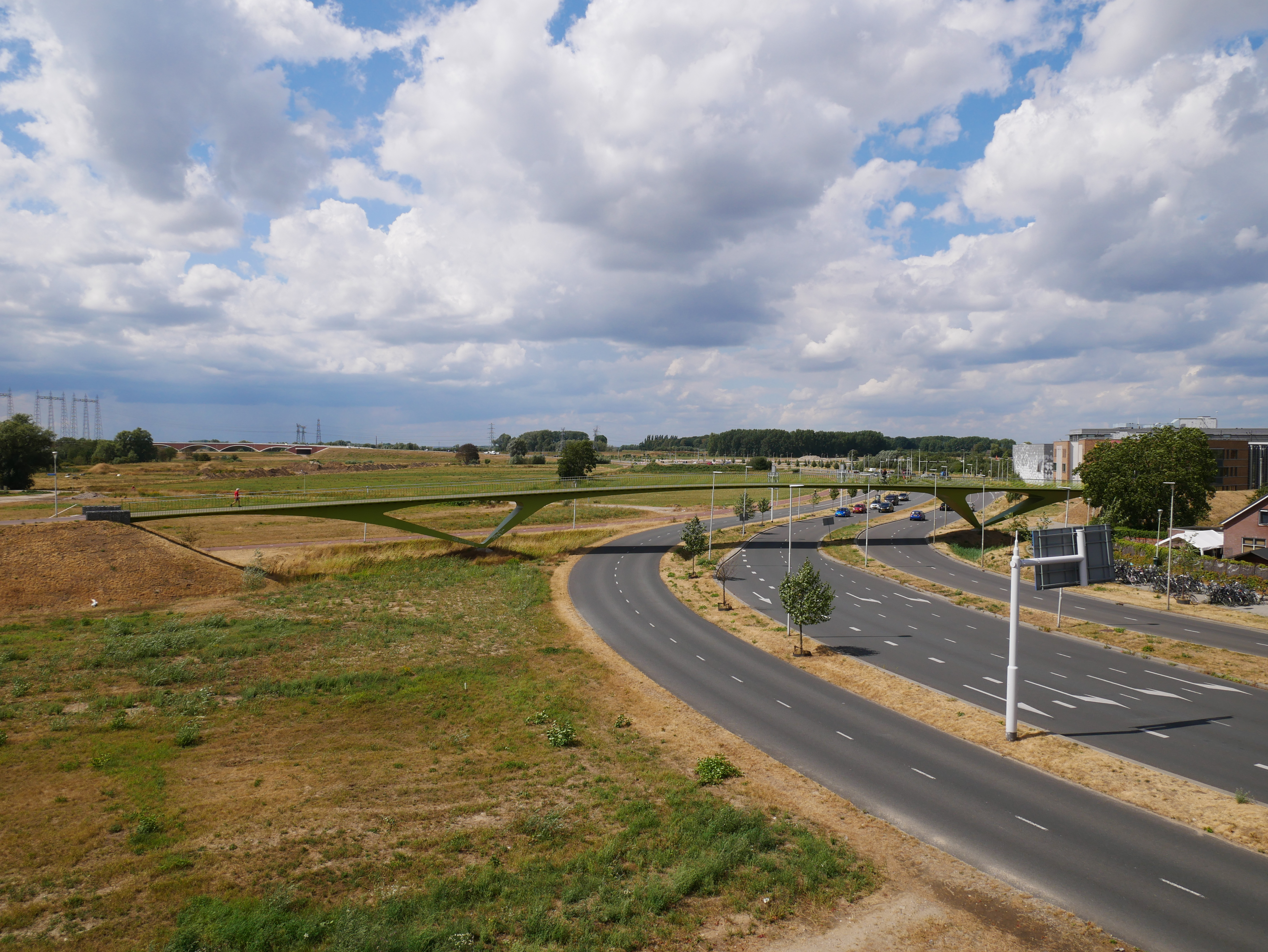
Fahrradbrücke Het Groentje in Nijmegen-Lent
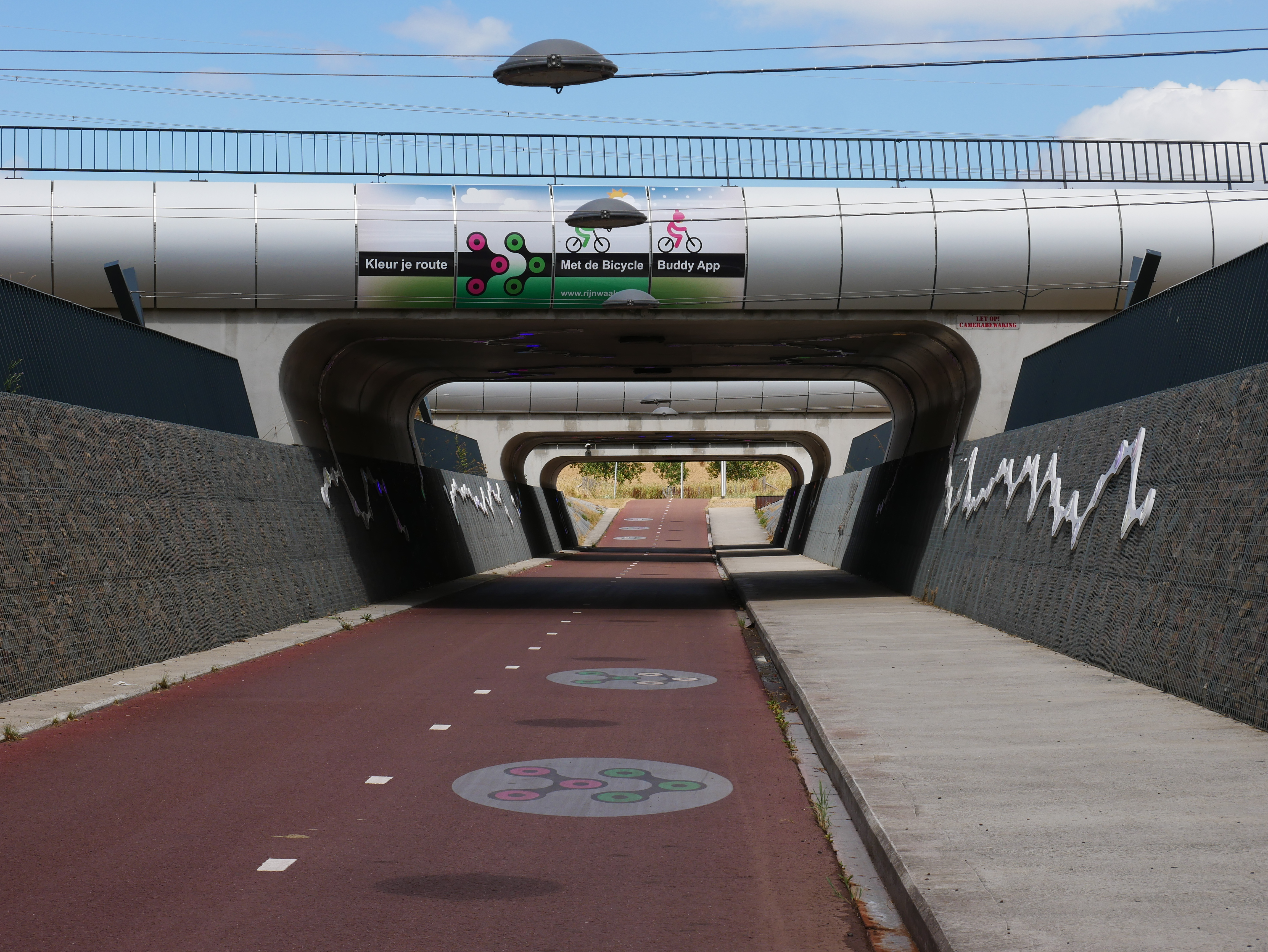
Unterführung der A15
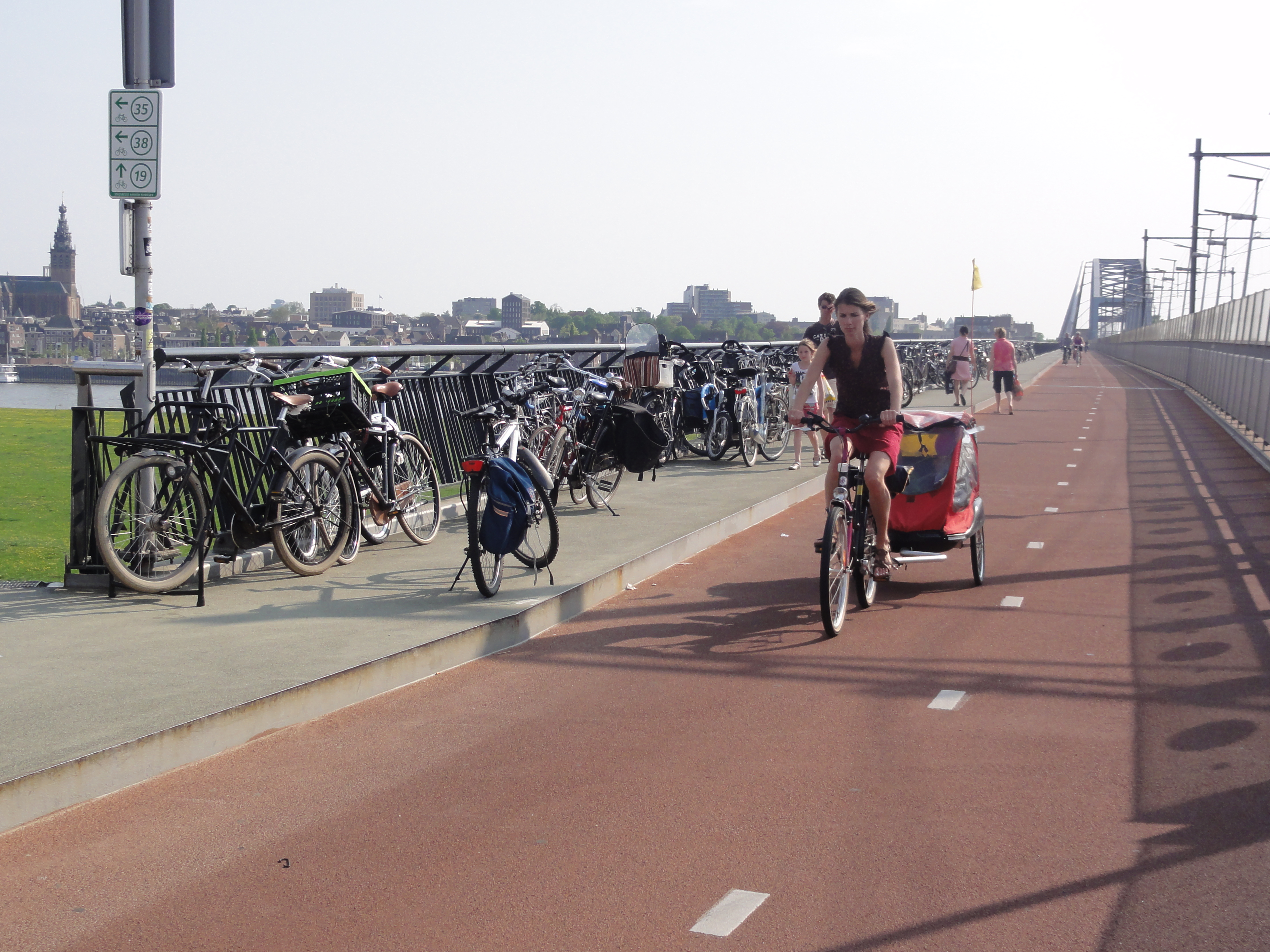
Fahrradweg über den Snelbinder in Nijmegen
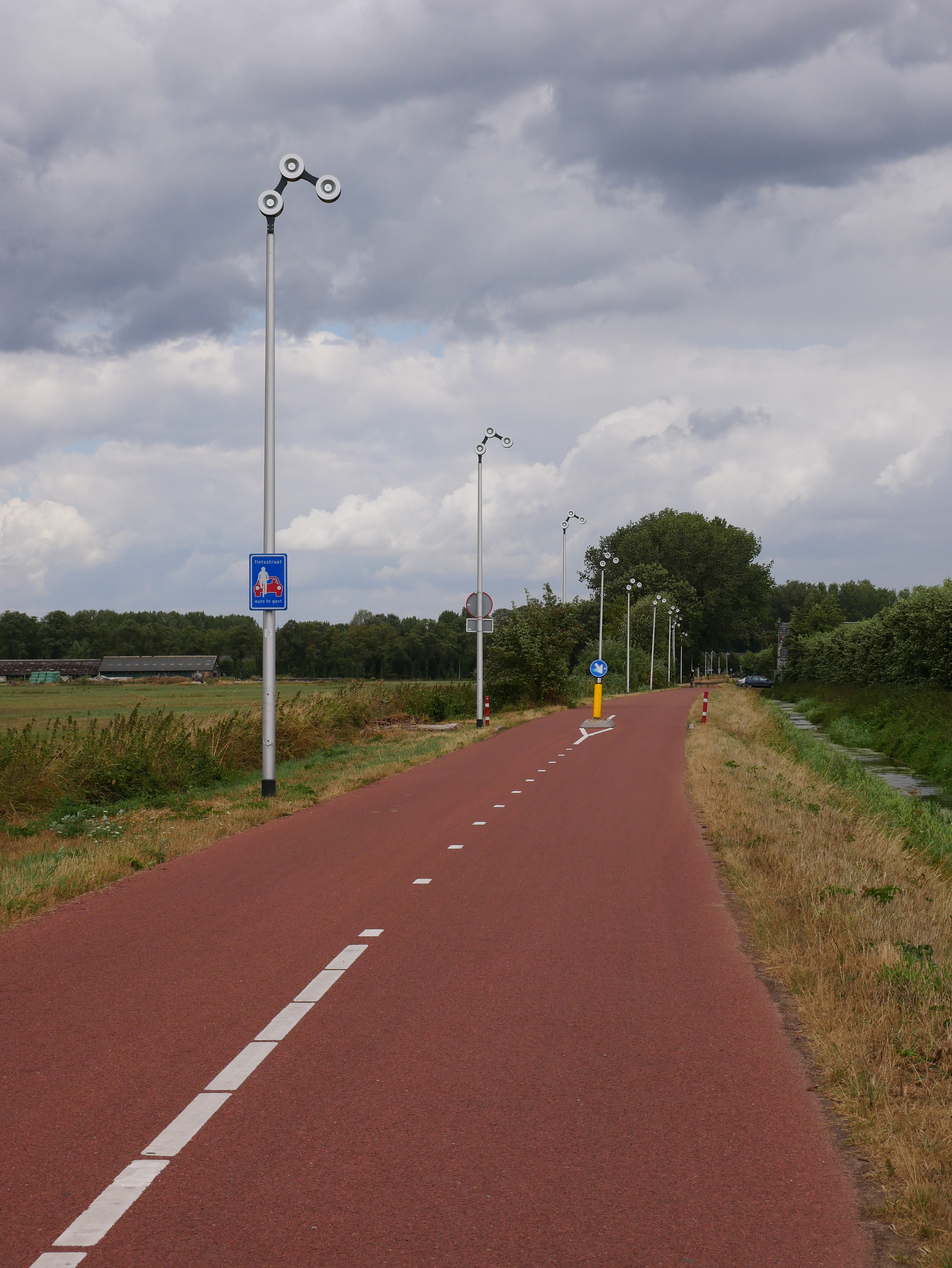
Straßenlaternen am Radschnellweg